# Belfonte (Oklahoma)
Belfonte es un lugar designado por el censo ubicado en el condado de Sequoyah  en el estado estadounidense de Oklahoma. En el año 2010 tenía una población de 394 habitantes y una densidad poblacional de 19,22 personas por km².

## Geografía
Belfonte se encuentra ubicado en las coordenadas 35°32′37″N 94°33′9″O / 35.54361, -94.55250 (35.543651, -94.552418). Según la Oficina del Censo de los Estados Unidos, Belfonte tiene una superficie total de 7,933 mi² (20,5 km²), de la cual 7,893 mi² (20,4 km²) corresponden a tierra firme y 0,04 mi² (0,1 km²) es agua.

## Demografía
Según la Oficina del Censo en 2000 los ingresos medios por hogar en la localidad eran de $32,143 y los ingresos medios por familia eran $40,469. Los hombres tenían unos ingresos medios de $25,250 frente a los $17,344 para las mujeres. La renta per cápita para la localidad era de $15,786. Alrededor del 14.9% de la población estaban por debajo del umbral de pobreza.